# Stenverktyg

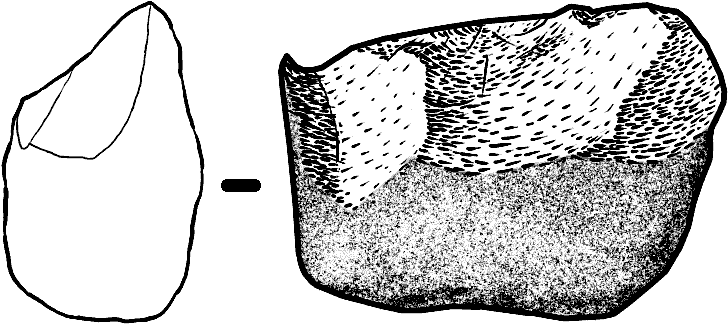
Oldowansk stenyxa med enkel egg, Georgien

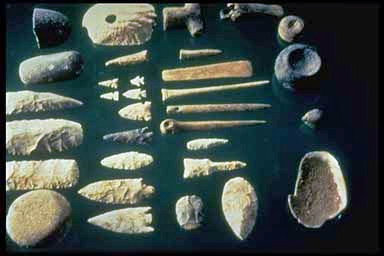
Förhistoriska stenverktyg

Stenverktyg är generellt sett vilket verktyg som helst som är tillverkat av sten. Även om det än i dag finns kulturer som är beroende av stenverktyg, så är de flesta stenverktyg förknippade med arkeologiska kulturer som inte längre existerar. Förenklat sett kan man säga, att i förmetallsamhällen så är slagna stenverktyg helt dominerande, då de är lätta att tillverka, råmaterialet är oftast lättillgängligt och de är enkla att transportera och vässa.
Studiet av stenverktyg kallas ofta litisk analys av arkeologer. Stenverktyg kan vara tillverkade genom att avslag slås från en stenkärna eller genom att bulta eller slipa sten till önskad form. Den som tillverkar stenverktyg benämns stensmed. 
De äldsta kända stenverktygen kommer från Oldowan-kulturen och är 2,6 miljoner år gamla.  De kan ha tillverkats antingen av Australopithecus garhi eller Homo habilis.  Därefter genomgår stenverktygen en utveckling genom flera kulturella faser - se faktarutan - och blir mer och mer raffinerade.
Även schimpanser använder enkla stenverktyg för att knäcka nötter, och kan läras att tillverka stenverktyg med vass egg.

## Slagna stenverktyg

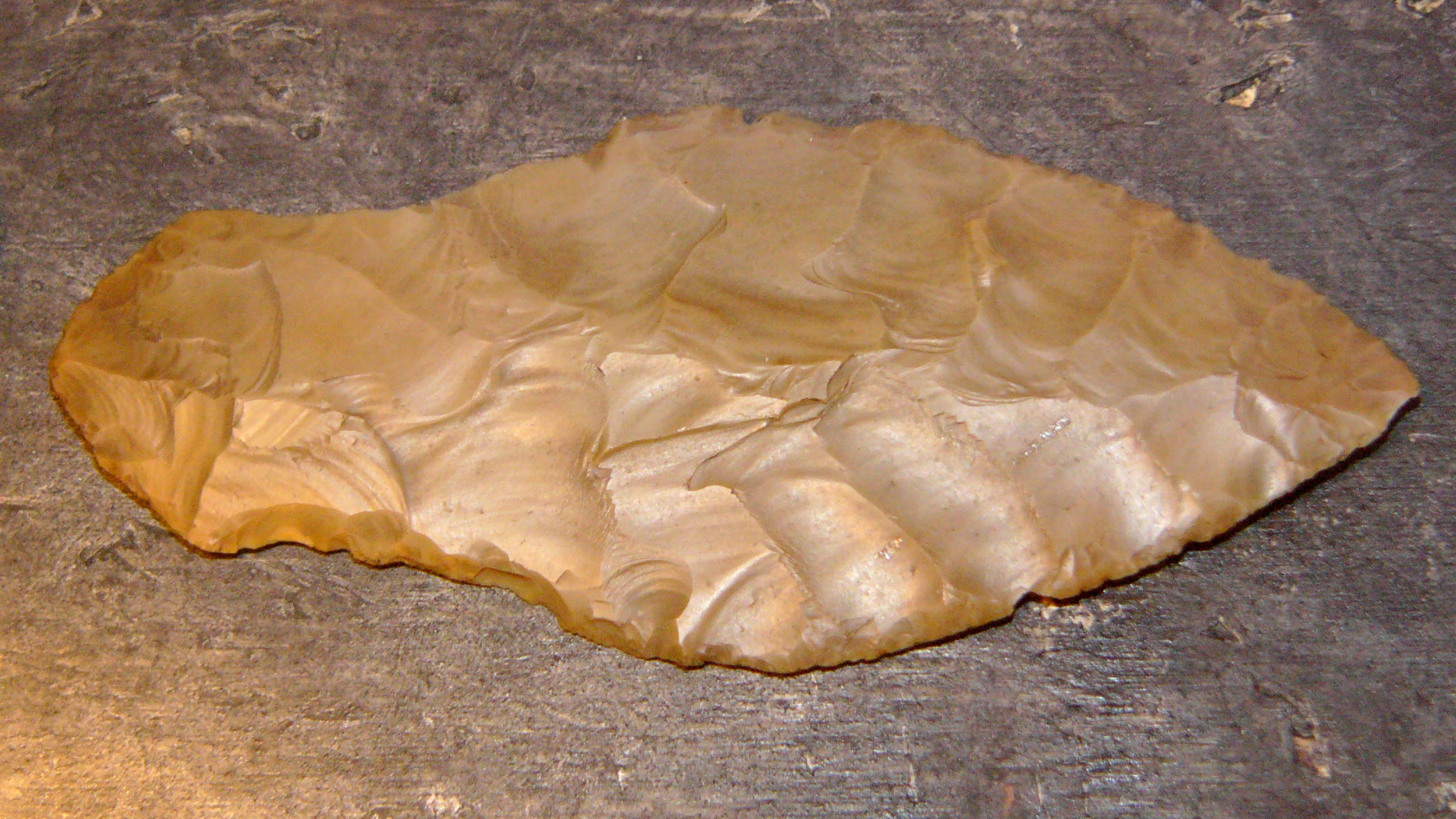
Flintkniv

Denna typ av stenverktyg tillverkas ofta av material med mycket finkorning kristallstruktur, som flinta, kalcedon eller obsidian, men även grövre stensorter som kvarts, kvartsit eller grönsten används. 
Antingen slås spån eller avslag från en kärna, med hjälp av en knacksten eller annan hård hammare i syfte att använda själva avslaget eller spånet som verktyg. Antingen används avslaget eller spånet direkt, eller så retuscheras detta ned ytterligare genom att slå eller trycka bort mindre avslag för att till exempel forma en spånskrapa eller pilspets. I annat fall slås avslag bort för att forma ett verktyg av själva kärnan, till exempel en kärnyxa.

## Slipade stenverktyg

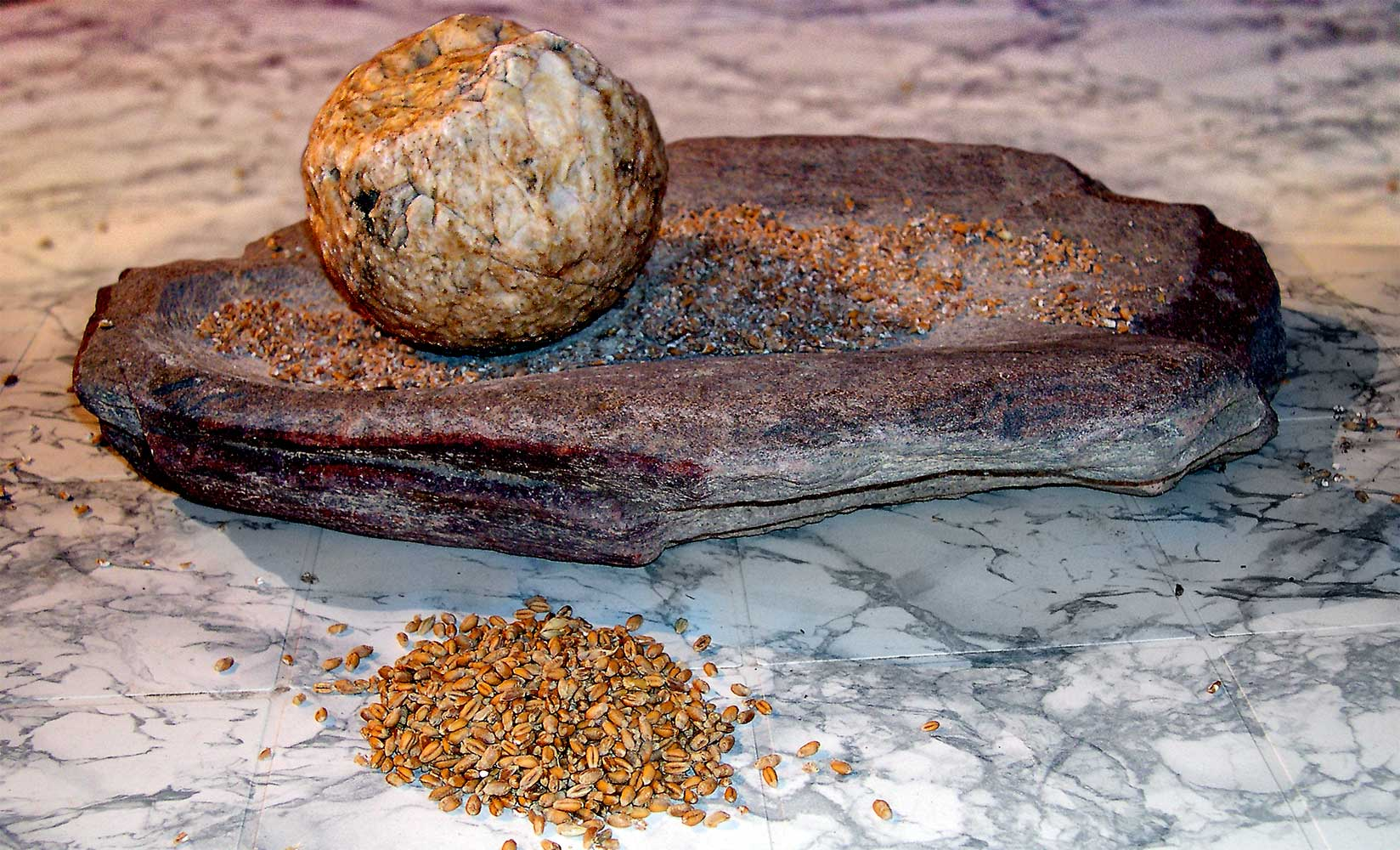
Stenkvarn

Slipade stenverktyg tillverkas av grovkornig sten som basalt, ryolit, granit eller andra magmatiska bergarter. Dessa materials grova struktur gör dem mycket lämpade att mala och slipa andra material, som växter och andra stenar. 
Ibland kommer slipade stenverktyg till som en biprodukt vid tillverkningen av andra verktyg, eller så blir de slipade genom sin användning. Olika former av kvarnar har troligen erhållit sin slipade form i första hand genom användningen av dem, medan andra verktyg, som  däxlar och yxor fått sin form genom ett arbetsintensivt långvarigt slipande med antingen hårdare sten eller med sand. Till dessa medvetet tillverkade verktyg användes vanligen något finkornigare material än till kvarnar och liknande.
Grönstensyxor tillverkas vanligen med hjälp av en kombination av ovanstående tekniker. Först formas ett råämne till genom att avslag slås från en kärna, därefter bultas den grovt tillhuggna kärna ned med en bultsten och sist så slipas eggen (eller hela yxan) till önskad form.

## Parallellhuggning

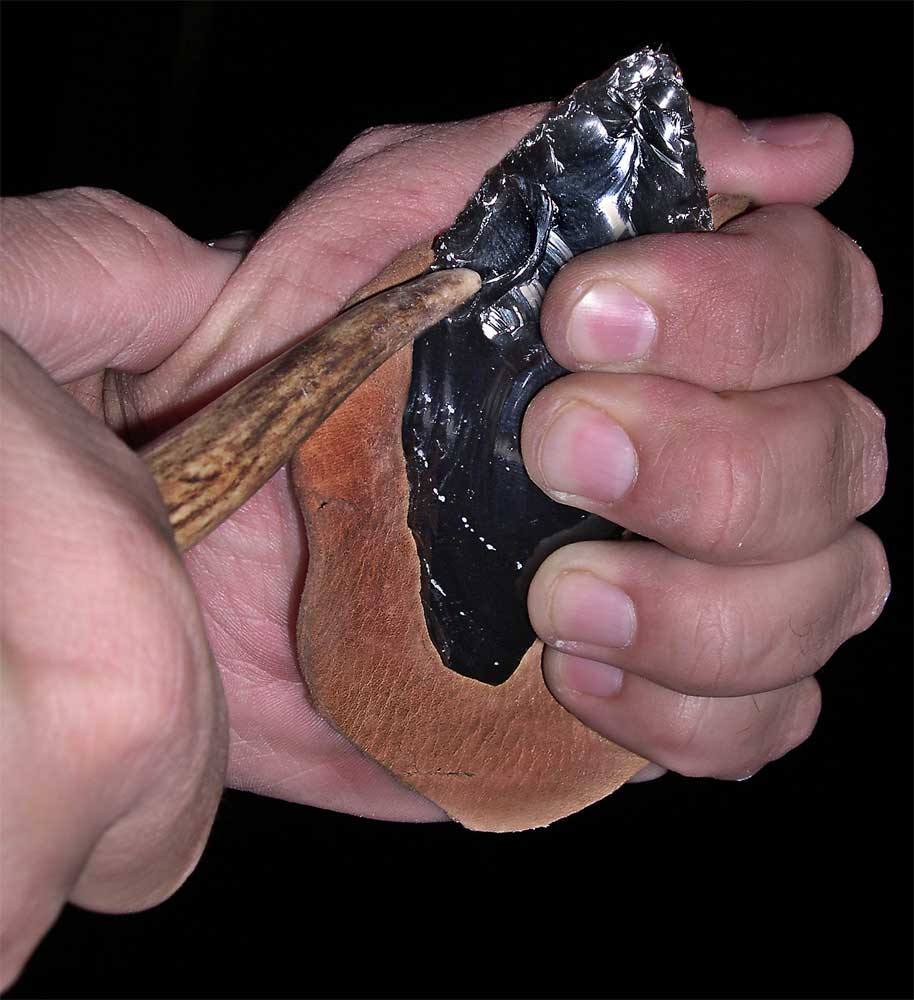
Parallellhuggning. Bild: José-Manuel Benito Álvarez

Parallellhuggning eller flathuggning innebär att man tunnar ut ett flintföremåls yta genom att med en tryckstock avspjälka tunna spån från flintbiten så att parallella åsar bildar ett regelbundet vågmönster. Detta görs till exempel vid tillverkningen av senneolitiska flintdolkar. En tryckstock (även kallad slagstock) är ofta tillverkad av hjorthorn eller ben med slipad spets och används för att koncentrar kraften till en liten punkt vid avspaltningen.